# NGC 5568
NGC 5568 ist eine Spiralgalaxie vom Hubble-Typ Sc im Sternbild Bärenhüter am Nordsternhimmel. Sie ist schätzungsweise 383 Millionen Lichtjahre von der Milchstraße entfernt und hat einen Durchmesser von etwa 90.000 Lj. Wahrscheinlich bildet sie mit NGC 5567 ein gravitativ gebundenes Galaxienpaar.
Im selben Himmelsareal befinden sich u. a. die Galaxien NGC 5579, NGC 5580, NGC 5588, NGC 5589.
Das Objekt wurde am 27. Mai 1886 von Guillaume Bigourdan entdeckt.